# Avenue Jean-Jaurès (La Courneuve)
Pour les articles homonymes, voir Avenue Jean-Jaurès.
L'avenue Jean-Jaurès à La Courneuve, dans le centre, est un des axes principaux de cette ville.

## Situation et accès

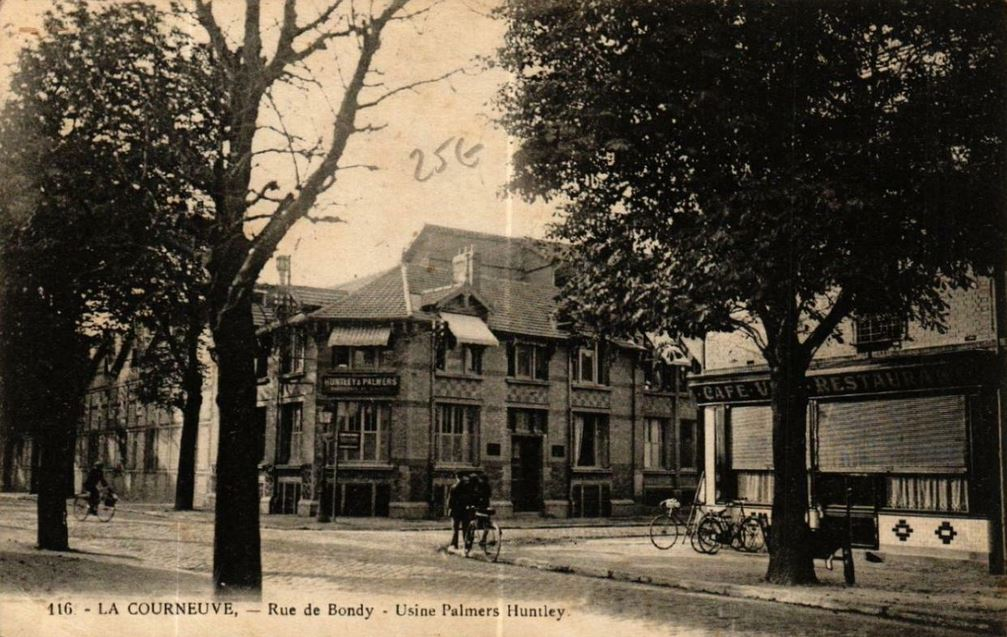
L'usine Palmers & Huntley, rue de Bondy, qui a nommé le pont Palmers.

Cette avenue de communication suit le tracé de la route nationale 186.
Elle part du carrefour du pont Palmers, traversé du nord au sud par la route départementale 114.
Allant vers l'est, elle longe sur la droite le stade Géo-André. Elle croise notamment la rue Rateau et la rue du Docteur-Roux. Elle se termine place du 8-Mai-1945, anciennement place des Quatre-Routes.
L'avenue est parcourue sur toute sa longueur par la ligne 1 du tramway d'Île-de-France.

## Origine du nom

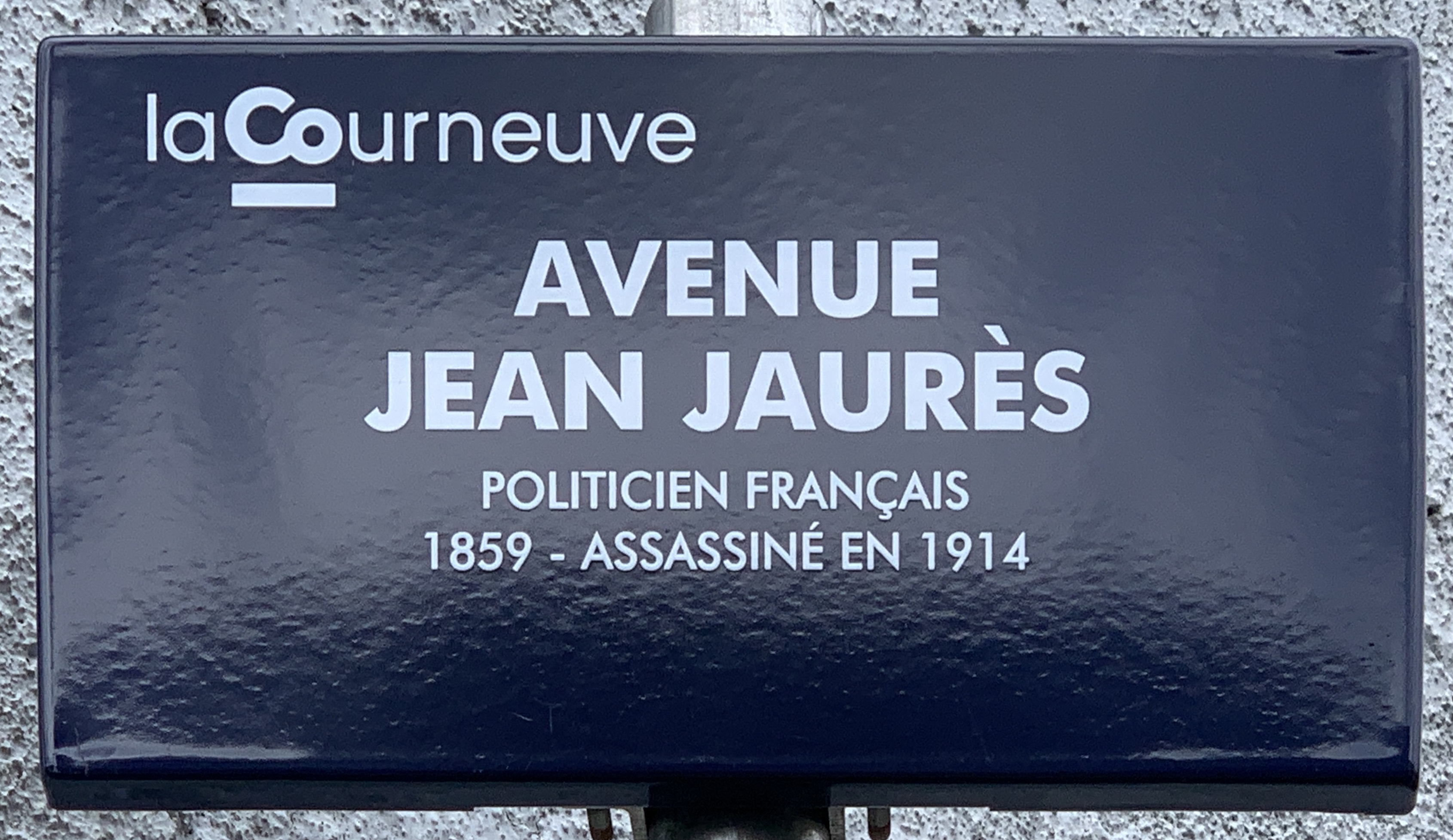
Plaque émaillée de l'avenue, 2021.

Elle porte le nom de Jean Jaurès, homme politique français, né à Castres le 3 septembre 1859 et décédé à Paris le 31 juillet 1914.

## Historique
Cette avenue partage le tracé du chemin rectiligne qui mène de Bondy à Saint-Denis. Elle s'appelait auparavant « rue de Bondy ».
La Compagnie Générale d'Acétylène y installa en 1915 une fabrique d'acétylène comprimé.

## Bâtiments remarquables et lieux de mémoire
- Crèche Jean-Jaurès, construite en 1964[2].
- Stade Géo-André.